# Amid Its Hallowed Mirth
Amid It's Hallowed Mirth è il primo album pubblicato dalla doom/death metal band Novembers Doom, nel 1995.

## Tracce
1. Aurora's Garden – 7:27
2. Amour of the Harp – 7:20
3. Tears of the Beautiful – 4:45
4. My Agony, My Ecstasy – 5:04
5. Bestow My Desire – 3:09
6. Chorus of Jasmine – 7:12
7. Dance of the Leaves – 2:49
8. Sadness Rains – 4:45
9. A Dirge of Sorrow – 5:02

### Attuale
- Paul Kuhr - voce
- Cathy Jo Hejna - voce
- Joe Hernandez - batteria
- Steve Nicholson - chitarra